# 红山湖
红山湖是一个位于中国西藏自治区日土县的湖泊，面积约为24平方千米。